# 신궁 (영화)
《신궁》은 1979년에 제작된 대한민국의 드라마 영화이다.

## 줄거리
장선포 무당 어린년이가 죽자 아들 옥수와 결혼한 왕년이가 무당의 대를 잇는다. 어부가 소원이었지만 모친의 유언에 따라 옥수는 아내의 양궁이 노릇을 한다. 이 마을의 선주이며 악덕고리 대금업자 판수는 왕년이에게 흑심을 품고 옥수를 괴롭힌다. 왕년이는 배를 사서 옥수를 선주로 삼지만 판수의 계교에 말려 폭풍에 빠진 배를 구하다 죽는다. 모든 것이 판수의 탓이라 여긴 왕년이는 풍어로 축제굿이 한창 신명날 때 신궁으로 판수를 향해 쏜다. 판수는 피를 흘리며 쓰러지고 왕년이의 얼굴에는 한가닥 미소가 떠오른다.

## 출연진
- 윤정희
- 김희라
- 김만
- 방희
- 홍성민
- 이예민
- 김정란
- 최나영
- 주상호
- 장인한
- 김지영
- 조학자
- 박예숙
- 손전
- 추봉
- 박일
- 김예성
- 신찬일
- 김승남
- 최연수
- 김신명
- 최용원
- 고애니

## 제작진
- 감독 : 임권택
- 원작 : 천승세
- 제작 : 김태수
- 조명 : 손달호
- 촬영 : 정일성
- 편집 : 김희수
- 음악 : 김동진